# Conus figulinus
Conus figulinus е вид охлюв от семейство Conidae. Възникнал е преди около 2,59 млн. години по времето на периода неоген. Видът не е застрашен от изчезване.

## Разпространение и местообитание
Разпространен е в Австралия (Западна Австралия, Коралови острови, Куинсланд и Северна територия), Бангладеш, Британска индоокеанска територия, Бруней, Вануату, Виетнам, Източен Тимор, Индия (Андхра Прадеш, Западна Бенгалия, Керала, Лакшадвип, Ориса и Тамил Наду), Индонезия, Камбоджа, Кения, Китай (Гуандун, Гуанси, Дзянсу, Фудзиен и Хайнан), Кокосови острови, Коморски острови, Мавриций, Мадагаскар, Майот, Малайзия, Малдиви, Мианмар, Мозамбик, Нова Каледония, Остров Рождество, Палау, Папуа Нова Гвинея, Провинции в КНР, Реюнион, Северна Корея, Сейшели, Сингапур, Сомалия, Тайван, Тайланд, Танзания, Фиджи, Филипини, Хонконг, Шри Ланка, Южна Корея и Япония (Кюшу, Минамитори и Шикоку).
Обитава крайбрежията и пясъчните дъна на океани и морета.